# Dapsa spinicollis
Dapsa spinicollis es una especie de coleóptero de la familia Endomychidae.

## Distribución geográfica
Habita en España y África del Norte.